# Marco Gori (1965)
Marco Gori (Impruneta, 13 febbraio 1965) è un ex calciatore italiano, di ruolo difensore.

## Carriera
Cresce nella Fiorentina per poi passare alla Rondinella  dove gioca per due stagioni in Serie C1. Nel 1985 passa al Perugia dove gioca un anno in Serie B e, dopo una retrocessione d'ufficio, due in C2. Nel 1988-1989 1989-1990 gioca per due stagioni  in Serie A nell'Ascoli, dove colleziona 49 presenze in massima serie.
Nel 1990 scende di nuovo tra i cadetti dove milita per tre stagioni con la maglia dell'Empoli; nel 1992 passa al Mantova dove per tre anni milita tra C2 e C1, prima del fallimento della società. Si accasa quindi dapprima nella Turris e poi nell'Olbia, per concludere la carriera professionistica con la maglia del Pavia nel 1998.

## Palmarès

### Club

#### Competizioni nazionali
- Serie C2: 2

Perugia: 1987-1988
Mantova: 1992-1993